# Экономика Анголы
Ангола — слаборазвитое аграрное государство. ВВП на душу населения — 6800 долларов США.
Структура ВВП
- Сельское хозяйство — 10,2 %. Растениеводство (кукуруза, сизаль, хлопок), животноводство (крупный рогатый скот, козы). Важной отраслью является производство кофе.
- Промышленность — 61,4 %. Горнодобывающая, нефтеперерабатывающая, лесная и деревообрабатывающая, предприятия по переработке сельскохозяйственного сырья и рыбы. Рыболовство.
- Сфера услуг — 28,4 %.

Внешняя торговля
- Экспорт: 37,38 млрд долларов (2015)[2]. Нефть, алмазы, нефтепродукты, газ, кофе, сизаль, рыба и продукты из неё, древесина, хлопок (Китай — 48,1 %, США — 8,9 %, Индия — 8,8 %, Испания — 5,6 %).
- Импорт: 21,93 млрд долларов США (2015)[2]. Машины и оборудование, транспортные средства и запасные части; лекарства, продовольствие, текстиль, оружие (Китай — 23,7 %, Португалия — 16,3 %, США — 8,1 %, Южная Корея — 7,1 %, Бразилия — 5 %, ЮАР — 4,2 %, Франция — 4,1 %).

Входит в число стран АКТ.
Рекреационные ресурсыМузей Анголы, португальская крепость Сан-Мигел (XVII столетие), минеральные воды, национальные парки, пустыня Намиб, побережье Атлантического океана.
Денежная единицаКванза. На 11 мая 2016 года — 167,4 кванза за 1 доллар США.

### Энергетика
Суммарные запасы извлекаемых энергоносителей оцениваются в размере 2,68 млрд тут (в угольном эквиваленте). В соответствии с данными EES EAEC электроэнергетика страны в 2019 году характеризуется следующими основными показателями. Установленная мощность — нетто электростанций — 6156 МВт, в том числе: тепловые электростанции, сжигающие органическое топливо (ТЭС) — 55,9 %, возобновляемые источники энергии (ВИЭ) — 44,1 %. Производство электроэнергии-брутто — 15474 млн. кВт∙ч, в том числе: ТЭС — 29,6 % , ВИЭ — 70,4 %. Конечное потребление электроэнергии — 13333 млн. кВт∙ч, из которого: промышленность — 33,7 %, бытовые потребители — 66,3 %. Показатели энергетической эффективности за 2019 год: душевое потребление валового внутреннего продукта по паритету покупательной способности (в номинальных ценах) — 7332 долларов, душевое (валовое) потребление электроэнергии — 443 кВт∙ч, душевое потребление электроэнергии населением — 293 кВт∙ч. Число часов использования установленной мощности-нетто электростанций — 2449 часов